# La Galatea
La Galatea és la primera novel·la de Miguel de Cervantes, publicada el 1585 a Alcalá de Henares amb el títol de Primera parte de la Galatea. L'obra es divideix en sis llibres en els quals es desenvolupa una història principal i quatre de secundàries que comencen a l'alba i s'acaben al capvespre, com en les èglogues tradicionals, però de la mateixa manera que en els Bucòliques de Virgili, cada pastor és en realitat una màscara que representa un personatge veritable. L'obre va ser escrita algun temps abans del de la data de l'aprovació probablement devers la fi de 1583.
La Galatea se sol classificar com a novel·la pastoral, gènere triomfant en el Renaixement. En efecte, els seus personatges són pastors, però és un vehicle per a un estudi psicològic de l'amor, el que era el ver propòsit de Cervantes.
Cervantes probablement va començar a redactar la novel·la quan va tornar de la seva cova a Alger (desembre de 1580). A les llibreries va tenir poc èxit, sobretot si es compara amb l'enorme de la Diana de Jorge de Montemayor i el grandíssim de la Diana enamorada de Gil Polo. Cervantes va tenir durant tota la seva vida un altíssim concepte de la seva novel·la, i tenia la intenció de publicar una segona part, però va morir sense haver-ho fet.
La novel·la s'ambienta en algun lloc —entre ideal i real— a la vora del Tajo. Hi ha una trama principal i unes quantes de secundàries. A la principal, Elicio i Erastro són dos pastors enamorats de Galatea, una bellíssima pastora que reuneix totes les altres virtuts de les heroïnes cervantines: discreció, intel·ligència, bon judici, honestedat i bondat. Es poden considerar com precursors dels personatges de Don Quixote i Sanxo Panxa. Però Galatea adora la seva independència espiritual i no es vol veure subjecta pel jou amorós, així que farà patir de desdenys els dos pastors.
A més de bells poemes i d'interessants i entretingudes novelle intercalades en el tema principal (com Cervantes faria també més tard en El Quixot i en Los trabajos de Persiles y Sigismunda) hi trobem sucosos duels dialèctics sobre la naturalesa de l'amor (en el Libro IV, els pastors Lenio i Tirsi fan les seves respectives apologies del desamor i de l'amor), o sobre la psicologia amorosa (en el Libro III, Orompo, Marsilo, Crisio i Orfinio discuteixen, en vers, sobre quina passió derivada de l'amor causa més dolor, si la gelosia, el desdeny, l'absència, o la mort de l'ésser estimat).
Al Libro VI hi ha el llarg Canto de Calíope: la musa de la poesia s'apareix als pastors i això serveix d'excusa a Cervantes per encaixar-hi un extens cant en què elogia tots els genis vius de la poesia espanyola de l'època. Anomena i lloa, entre d'altres, Luis de Góngora, Lope de Vega, Alonso de Ercilla, Fray Luis de León i Francisco Díaz.
Al final del llibre, els successos de la novel·la queden interromputs bruscament:
«El fin deste amoroso cuento y historia […] con otras cosas sucedidas a los pastores hasta aquí nombrados, en la segunda parte desta historia se prometen, la cual, si con apacibles voluntades esta primera viene rescibida, tendrá atrevimiento a salir con brevedad a ser vista de los ojos y entendimiento de las gentes.»
Però la promesa segona part no es va publicar mai. Durant la crema de llibres del Quixot, diverses novel·les pastorals acaben a la foguera. El capellà i el barber salven La Galatea i anuncien que molt aviat Cervantes traurà a la llum la segona part.

## Obres derivades
- El compositor austríac Joseph Frieberth (1724-1799), va compondre una òpera en estil italià amb aquest tema.[6]
- Josep Vila i Casañas va compondre la cançó «Galatea» sobre un poema extret d'aquesta obra.[7]